# Dobrovoljački korpus Srba, Hrvata i Slovenaca
Jugoslavenski odbor želio je steći legitimitet među silama Antante, no kako je izborni legitimitet imao hrvatski Sabor, pokušao je pošto-poto stvoriti svoju vojnu postrojbu, Jugoslavensku legiju. Bila je bitna i kao protuteža srpskoj strani u pregovorima, više kao politički potez, nešto slično čehoslovačkoj legiji. U Jugoslavensku legiju su se trebali uključili južnoslavenski iseljenici-dobrovoljci i zarobljeni domobrani.
Kao kadrovska jezgra poslužili su pripadnici Srpskog dobrovoljačkog korpusa, postrojbe ruske carske vojske formirane početkom 1916. godine iz redova ratnih zarobljenika - bivših pripadnika vojnih snaga Austro-Ugarske. Preteča postrojbe je bio Srpski dobrovoljački odred osnovan u Odesi krajem 1915. god., kojega su sufinancirali srpski trgovci. Časnici u korpusu su nosili srpske odore, a vojnici austrougarske odore sa srpskim šajkačama i znakovljem. Pri stupanju u odred časnici i dočasnici zadržali su čin koji odgovara onomu kojega su imali u austrougarskoj vojsci, a morali su položiti prisegu srpskomu kralju. Od kraja ljeta, pa do kraja listopada 1916. god. postrojba je uključena u teške borbe protiv Bugara u Dobrudži; nakon značajnih gubitaka (evidentirano je 755 mrtvih, 6.463 ranjenih i 1.321 nestalih), povlači se u Odesu, na oporavak i popunu novim dragovoljcima iz reda austro-ugarskih ratnih zarobljenika. 9. travnja 1917. godine postrojba je preimenovana u "Dobrovoljački korpus Srba, Hrvata i Slovenaca".  Postrojba je bila infiltrirana od ljevičarskih agitatora, a postojale su i teške napetosti na etničkoj osnovi; te je među njenim pripadnicima dolazilo do tučnjava pa i krvavih obračuna; a dezerterstvo je bilo znatno. Do početka svibnja 1917. iz Korpusa je izašlo 12.735 vojnika: 7.352 Srba, 3.782 Hrvata, 1.241 Slovenac, 360 ostalih. Nakon izbijanja Oktobarske revolucije, ta se postrojba bila manje-više raspala, a njeni su pripadnici iz Odese u razdoblju od kraja 1917. do sredine 1918. god. - njih oko 12 tisuća, među kojima uglavnom etnički Srbi - prebačeni na područje Solunskog bojišta, gdje je od njih, te od 2 puka izuzetih iz drugih postrojbi vojske Kraljevine Srbije,  sastavljena 1. jugoslavenska divizija, sada u sastavu vojnih snaga Kraljevine Srbije. Postrojbi pristupaju dodatni dragovoljci iz prekomorskih zemalja, te iz reda austro-ugarskih vojnika zarobljenih na bojištu u Italiji.

## Mobiliziranje u SAD
Don Niko Gršković pridonio je tome da se Hrvati iz SAD jave u dragovoljce koji će se boriti na Solunskom bojištu. U SAD-u su vođe jugoslavenskog pokreta bili sasvim svjesni da ako ne budu znatnije sudjelovali Hrvati i Slovenci, ne će biti ništa od velikog broja dobrovoljaca, jer od oko 700.000 jugoslavenskih iseljenika Srba i Crnogoraca je bilo jedva 100.000. Zbog toga se raščlanjivalo i pokušavalo riješiti sva pitanja koja su bila uzrokom slaba odaziva Hrvata i Slovenaca u dobrovoljce. 8. lipnja 1917. pozvao je Niko Gršković članove Hrvatskog saveza u dobrovoljce. Potkraj istog mjeseca Srpska narodna obrana u priopćenju kaže da joj je najvažnija zadaća upućivanje dobrovoljaca i u tome je istaknula Hrvata i njihovo odlaženje u dobrovoljce. Američki je tisak sa simpatijom pratio tu akciju, a američka Vlada podupirala takve vanjske manifestacije odlaska u dragovoljce jer je to davalo primjer američkoj omladini. Istovremeno su Amerikanci osjećali bojazan da ako svi narodi doseljenika u SAD otiđu u vojske matičnih država, američka će vojska ostati bez radne snage i svoje vojske. Milan Marjanović je kao član i izaslanik Jugoslavenskog Odbora u Londonu i kao starješina Jugoslavenskog Sokolskog Saveza u Americi uputio proglas hrvatskim iseljenicima u kojemu spominje potrebu hrvatske demonstracije snage, jer predsjednik Wilson spominje i Hrvate kao narod koji neće Austro-Ugarsku, da Mađarska se upinje da Hrvatska ostane pod njima, Italija tvrdi da je Istra i Dalmacija talijanska, dok Srbija se bori s jadnim ostatcima svoje vojske, te da "Hrvati trebaju dobro znati da njihov put u Hrvatsku, u Dalmaciju i u Istru vodi samo preko Soluna. Zato srpska vojska treba postati i hrvatska. Hrvati trebaju osloboditi Hrvatsku. Krajnje je vrijeme da i Hrvati sastave vojsku dobrovoljaca, za koju treba čitav svijet znati da je hrvatska". Prvo je krenula četa iz sokolske organizacije, a zatim i druge (vidi Vidovdanska četa, Zrinjska četa). Dragovoljačke su postrojbe putovale za Bizertu preko Londona i Pariza. Odaziv Hrvata i Slovenaca ipak nije bio kao očekivan, jer premda u SAD jugoslavenska ideja nikad nije bila predstavljena kao negacija hrvatstva, srpstva i slovenstva, nego kao osnova za stvaranje federativne Jugoslavije, mnoštvo je Hrvata i Slovenaca sumnjalo da je iza svega toga krije plan za Veliku Srbiju, teza koju su podupirale utjecajne skupine hrvatskih i slovenskih svećenika te Narodni list, najraširenije hrvatske novine.

## Solunsko bojište
Od druge polovice 1915., incijativom Jugoslavenskog odbora, hrvatski domobrani su bili novačeni iz ruskog zarobljeništva (što nije bilo u skladu s međunarodnim ratnim pravom), kako bi tvorili neku jugoslavensku dobrovoljačku postrojbu na solunskom bojištu. Takva incijativa nije se sviđala Nikoli Pašiću, jer je u tim nastojanjima vidio pokušaj Jugoslavenskog odbora da stvori vlastitu oružanu silu. Zbog toga je želio da postrojba nosi naziv Srpski dobrovoljački korpus, umjesto Jugoslavenski korpus ili Jugoslavenska legija, kako je Jugoslavenski odbor želio. Okupljeni u Odesi, Hrvati-dragovoljci tražili su da budu upućeni na frontu pod jugoslavenskim, a ne srpskim imenom i znakovljem, čemu su se protivili srpski časnici.
Južnoslavenska ideja pustila je do Prvoga svjetskog rata duboko korijenje među hrvatskim iseljeništvom, osobito u Južnoj Americi. Na vijest o ratu oni spontano reagiraju okupljanjem, da bi se ubrzo našli pod patronatom Jugoslavenskog odbora. (Vezu je uspostavio Odborov član Miće Mičić, organizirali su ih predstavnici Omladine Milostislav Bartulica i Ljubo Leontić.) Iseljeništvo je Odboru bilo važno zbog ovih razloga: davalo mu je legitimitet koji nije mogao dobiti iz domovine; pokrivalo rashode dajući mu je kakvu-takvu slobodu u političkoj akciji u odnosu prema srpskoj vladi (koja ga je inače nastojala svesti na svoje tijelo za promidžbu); bilo je osnova za regrutiranje zamišljene Jugoslavenske legije na solunskom bojištu. Od svega toga jedini stvaran učinak bila je materijalna potpora. Unatoč legitimitetu koji su mu davali iseljenici, Odbor nije bio priznat od Antante kao predstavnik južnih Slavena Monarhije, a hrvatski iseljenici se uglavnom nisu pojavili na solunskom bojištu.
Na problemu dragovoljaca možda se najzornije odražavala bit sukoba između Jugoslavenskog odbora i srbijanske vlade. Odbor je na njih gledao u prvom redu kao na politički, a Vlada kao na vojni čimbenik. Shodno tomu prema Odborovoj koncepciji oni su trebali nastupiti kao zasebna Jugoslavenska legija koja bi nakon proboja solunskog bojišta (simbolično) oslobađala austrijske južne Slavene, a Pašić je inzistirao na njima kao efektivnoj pomoći, zbog čega su trebali biti raspršeni po srpskoj vojsci. Kad nije uspio u svom naumu, Trumbić je spriječio odlazak dragovoljaca iz Južne Amerike (nad kojima je imao kontrolu) dok su iz Sjeverne Amerike u Solun otišli pretežito srpski doseljenici iz Austro-Ugarske.

## Istočno bojište
Problem s dragovoljcima još je drastičnije iskazan u Europi. Ondje su se regrutirali uglavnom iz ruskog zarobljeništva (što nije bilo u skladu s međunarodnim ratnim pravom). Okupljeni u Odesi (na Crnome moru), Hrvati-dragovoljci tražili su da budu upućeni na bojište pod jugoslavenskim imenom i insignijama, čemu su se protivili srpski časnici. U napetu ozračju, punom nepovjerenja, izbijali su sukobi s tragičnim posljedicama. Među njima najpoznatiji je masakr 13 dragovoljaca u listopadu 1916. godine u Odesi. Dovoljni sami sebi, Srbi ne samo da nisu cijenili dragovoljce nego su radili sve da bi im zagorčali život: dragovoljci-časnici bili su neravnopravo materijalno tretirani, kazne nad vojnicima bile su drastične a bilo je i nasilnog regrutiranja tzv. »silovoljaca«. Slučaj s dobrovoljcima u Odesi bio je nagovještaj odnosa u budućoj državi ako pobijedi srpska koncepcija o njezinu stvaranju. O tome je Miroslav Krleža pisao:
Kompromisno je u travnju 1917. postrojba nazvana Dobrovoljački korpus Srba, Hrvata i Slovenaca. Zapovjednici su bili mahom Srbi, poslani od Pašića, a u postrojbu je ušao mali broj Hrvata i Slovenaca, koji su bili izloženi pritiscima i fizičkom zlostavljanju. O tome je u Saboru 6. srpnja 1918. govorio saborski zastupnik Čiste stranke prava Aleksandar Horvat:
Veljačka revolucija u Rusiji uzdrmala je temelje korpusa. Od travnja 1917. počelo je njegovo osipanje te su se mnogi priključili ruskim trupama i u jesen 1918. vratili kući.